# Eucera minulla
Eucera minulla är en biart som beskrevs av Jean-Paul Risch 2003. Eucera minulla ingår i släktet långhornsbin, och familjen långtungebin. Inga underarter finns listade i Catalogue of Life.